# Gare de Tanushimaru
La gare de Tanushimaru (田主丸駅, Tanushimaru-eki) est une gare ferroviaire de la ville de Kurume, dans la préfecture de Fukuoka au Japon. Elle est exploitée par la JR Kyushu.

## Situation ferroviaire
La gare de Tanushimaru est située au point kilométrique (PK) 20,8 de la ligne principale Kyūdai.

## Histoire
La gare a été inaugurée le 24 décembre 1928. Le bâtiment voyageurs en forme de kappa date de 1992.

## Service des voyageurs

### Accueil
La gare dispose d'un bâtiment voyageurs, avec guichets, ouvert tous les jours.

### Desserte
- Ligne principale Kyūdai :
  - voie 1 : direction Hita
  - voie 2 : direction Kurume